# FAG Chemnitz C 11
Das Segelflugzeug C 11 wurde Ende der 1930er- bzw. Anfang der 1940er-Jahre an der Flugtechnischen Arbeitsgemeinschaft der Staatlichen Akademie für Technik in Chemnitz (heute Technische Universität Chemnitz) entwickelt und gebaut. Das Rumpfwerk bestand aus einem stoffüberspannten Stahlrohrgerüst. Das Trag- und Leitwerk bestanden aus einem Holzgerippe, das ebenfalls mit Stoff bespannt war.

## Technische Daten
| Entwurf:          | FAG. Chemnitz          |
| Hersteller:       | FAG. Chemnitz          |
| Baumuster:        | C 11                   |
| Bauform:          | Hochdecker             |
| Bauart:           | freitragend            |
| Verwendungszweck: | Hochleistungssegelflug |

| Kenngröße                | Daten                   |
| ------------------------ | ----------------------- |
| Abmessungen:             |                         |
| Spannweite               | 16,00 m                 |
| Länge, gr.               | 6,30 m                  |
| Höhe, gr.                | 1,50 m                  |
| Rumpfbreite, gr.         | 0,60 m                  |
| Rumpfhöhe, gr.           | 1,20 m                  |
| Rumpfquerschnitt, gr.    | 0,35 m²                 |
| Flächeninhalte:          |                         |
| Tragfläche mit Querruder | 16,00 m²                |
| Querruder, ges.          | 2,74 m²                 |
| Landeklappen, ges.       | 1,62 m²                 |
| Bremsklappen, ges.       | 0,45 m²                 |
| Höhenflosse              | 0,95 m²                 |
| Höhenruder               | 0,65 m²                 |
| Höhenleitwerk            | 1,60 m²                 |
| Seitenflosse             | 0,35 m²                 |
| Seitenruder              | 0,75 m²                 |
| Seitenleitwerk           | 1,10 m²                 |
| Tragfläche:              |                         |
| Umriss                   | rechteckig-trapezförmig |
| Pfeilform                | 0°                      |
| V-Form                   | 1°                      |
| Knickflügel              | nein                    |

| Kenngröße               | Daten       |
| ----------------------- | ----------- |
| Wurzeltiefe             | 1,20 m      |
| mittl. Flächentiefe     | 1,00 m      |
| Endtiefe                | 0,52 m      |
| Flügelstreckung         | 16,00       |
| Trapezverhältnis        | 2,31        |
| Bruchlastvielfaches     | 12,00       |
| Beanspruchungsgruppe    | -           |
| Profile:                |             |
| an der Wurzel           | NACA 3414   |
| in halber Spannweite    | NACA 3411   |
| am Ende                 | NACA 2409   |
| Höhenleitwerk           | symmetrisch |
| Seitenleitwerk          | symmetrisch |
| Einstellwinkel am Rumpf | 2°          |
| Schrägungswinkel        | 2°          |
| Gewichte:               |             |
| Flugwerk                | 185 kg      |
| ständige Ausrüstung     | 10 kg       |
| Leergewicht             | 195 kg      |
| zusätzliche Ausrüstung  | 0 kg        |
| Rüstgewicht             | 195 kg      |
| Zuladung                | 85 kg       |
| Fluggewicht             | 280 kg      |
| Zuladung/Rüstgewicht    | 0,436       |

| Kenngröße                  | Daten                          |
| -------------------------- | ------------------------------ |
| Leistungen:                |                                |
| Gleitzahl                  | 1:26                           |
| Sinkgeschwindigkeit        | 0,65 m/s                       |
| Geschwindigkeit bei        |                                |
| bestem Gleitwinkel         | 72 km/h                        |
| bester Sinkgeschwindigkeit | 58 km/h                        |
| zul. Höchstgeschwindigkeit | 200 km/h                       |
| Tragflächbelastung         | 17,50 kg/m²                    |
| Klafterbelastung           | 1,09 kg/m²                     |
| Baustoffe:                 |                                |
| Tragwerk                   | Holzgerippe, stoffbespannt     |
| Rumpfwerk                  | Stahlrohrgerüst, stoffbespannt |
| Höhenleitwerk              | Flosse sperrholzbeplankt,      |
|                            | Ruder stoffbespannt            |
| Seitenleitwerk             | als Doppelflügel aus-          |
|                            | gebildet, Flosse sperrholz-    |
|                            | beplankt, Ruder stoffbespannt  |
| Fahrwerk                   | Einziehkufe, EC-Federbein      |
|                            | abwerfbares Fahrgestell        |
| Zulassung:                 |                                |
| zu Windenschlepp           | ja                             |
| zu Autoschlepp             | ja                             |
| zu Flugzeugschlepp         | ja                             |
| zu Kunstflug               | nein                           |

Siehe auch: Liste von Flugzeugtypen